# Linter
Linter là một đô thị ở tỉnh Vlaams-Brabant. Đô thị này bao gồm các thị xã Drieslinter, Melkwezer, Neerhespen, Neerlinter, Orsmaal, Overhespen và Wommersom. Tại thời điểm ngày 1 tháng 1 năm 2006,  Linter có tổng dân số 7.037 người. Tổng diện tích là 36,38 km² với mật độ dân số là 193 người trên mỗi km².
Kinh tế chủ yếu nông nghiệp và thương mại.